# Oxalis lichenoides
Oxalis lichenoides är en harsyreväxtart som beskrevs av Salter. Oxalis lichenoides ingår i släktet oxalisar, och familjen harsyreväxter. Inga underarter finns listade i Catalogue of Life.